# 道格·卡梅隆
道格·卡麥隆（Doug Cameron，1951年1月27日—）是一位澳洲政治人物，他的黨籍是澳洲工黨。自2007年開始，他是代表新南威爾士州的澳洲參議院議員之一。他出生在蘇格蘭貝爾斯希爾。